# Архимандрит
Архимандри́т (греч. ἀρχιμανδρίτης, от ἀρχι- — «власть» и μάνδρα — «ограда») — высший сан монашествующих священников в православной церкви, а также в некоторых католических церквях восточного обряда.
Сан архимандрита даётся, как правило, настоятелям крупных монастырей или лавр, но часто вручается и как награда для монашествующих священников (иеромонахов).
Архимандрит, принявший великую схиму, называется «схиархимандритом».

## Описание чина
Чин архимандрита появился в Восточной церкви в V веке (есть некоторые свидетельства, что он существовал уже в IV веке) — так именовались избранные архиереем из игуменов лица для надзора над монастырями епархии. Впоследствии наименование «архимандрит» перешло к начальникам важнейших мужских монастырей, а затем и к монашествующим лицам, занимающим церковно-административные должности. Монастырь, управляемый архимандритом, называется «архима́ндрией».
Известно о существовании в древней церкви женщин архимандритисс (греч. ἀρχιμανδρίτισσα или ἀρχιμανδρῖτις). Такой чин имели некоторые из игумений женских монастырей, например, преподобная Евпраксия Тавенисская.
Первым архимандритом на Руси стал игумен московского Данилова (позже — Спасо-Преображенского) монастыря Иоанн, поставленный митрополитом Феогностом в 1330 году.
Есть два прочтения событий: по одной версии, первая в Московском княжестве архимандрия учреждена в Даниловом монастыре, по другой — первого московского архимандрита поставили уже после перевода братии в новый монастырь в Кремле.
В 1764 году по Манифесту о секуляризации монастырских земель русские монастыри были распределены по трём классам; главы монастырей 1-го и 2-го классов стали называться архимандритами.
Порядок совершения церковного обряда поставления во архимандрита находится в Чиновнике архиерейского священнослужения. 
Архимандрит носит чёрную мантию, как все монашествующие, но с красными скрижалями, какие положены только епископам. Вместе с возведением в сан архимандрита происходит награждение митрой, а в случае, если архимандрит является наместником или настоятелем монастыря, он пользуется правом ношения жезла-посоха в пределах своей обители, в том числе за богослужением.
В настоящее время в Русской православной церкви большинство архимандритов не являются ни настоятелями, ни наместниками монастырей, так как это уже не только должность, но и сан, или титул. Также в РПЦ в сан епископа посвящают только архимандритов.
В византийском обряде католической церкви имеется чин протоархимандрита.
В Армянской апостольской церкви (ААЦ) чин архимандрита — вардапета даётся лицам, имеющим учёную степень кандидата наук. Протоархимандрит в ААЦ именуется цайрагуйн вардапет, даётся лицам, имеющим учёную степень доктора богословия. В Армянской церкви, в отличие от других церквей, ступени архимандрита и протоархимандрита являются не должностными, а учёными степенями. Учёная степень в ААЦ присваивается исключительно безбрачному духовенству.

## Известные архимандриты
- Ефрем (Куцу) — настоятель Ватопедского монастыря на Афоне (с 1990)
- Иероним (Зиновьев) — наместник Троице-Сергиевой Лавры (1972—1982)